# Philipp Hoffmann (Fußballspieler)
Philipp Hoffmann  (* 19. Juni 1992 in Blaubach) ist ein deutscher Fußballspieler, der beim FC 08 Homburg unter Vertrag steht.

## Karriere
Hoffmann begann das Fußballspielen im Alter von vier Jahren bei der TSG Burglichtenberg in seiner Heimatgemeinde Thallichtenberg. Zur D-Jugend wechselte er zur SG Blaubach-Diedelkopf und 2007 schließlich in die Jugendabteilung des 1. FC Saarbrücken. Dort kam er bis 2009 bei der U-17 und von 2009 bis 2011 bei der U-19 zum Einsatz.
Ab der Saison 2010/11 spielte er zunächst für die in der Oberliga spielende zweite Mannschaft des 1. FC Saarbrücken. In der Saison 2011/12 hatte er seinen ersten Einsatz für die erste Mannschaft in der Dritten Liga. Zur Saison 2014/15 wechselte Hoffmann zu Preußen Münster.